# Aéroport international de La Paz
Ne doit pas être confondu avec Aéroport international El Alto.
L'aéroport international Manuel Márquez de León (code IATA : LAP • code OACI : MMLP) est un aéroport international situé à La Paz, en Basse-Californie du Sud, au Mexique, près du golfe de Californie. Il gère le trafic aérien national et international de la ville de La Paz. 
En 2017, l'aéroport a traité 837 162 passagers et en 2018, il a traité 916 599 passagers.

## Situation
| \| 500 km1:6 468 000 \| Acapulco Aguascalientes Huatulco Campeche Cancún Chetumal Chihuahua Ciudad · del Carmen Ciudad Juárez Ciudad · Obregón Ciudad · Victoria Colima Cozumel Culiacán Guanajuato Durango Guadalajara Hermosillo Ixtapa · Zihuatanejo La Paz San José · del Cabo Los Mochis Matamoros Mazatlán Mérida Mexicali Mexico B.J. Mexico F.A. Minatitlán Monterrey Morelia Nuevo · Laredo Oaxaca Playa · de Oro Puebla Puerto · Escondido Puerto · Vallarta Querétaro Reynosa San Luis · Potosí Tampico Tapachula Tepic Tijuana Toluca Torreón Tuxtla Gutiérrez Uruapan Veracruz Villahermosa Zacatecas |
| 500 km1:6 468 000 |

## Statistiques
Pour des raisons techniques, il est temporairement impossible d'afficher le graphique qui aurait dû être présenté ici.

Voir la requête brute et les sources sur Wikidata.

## Compagnies aériennes et destinations

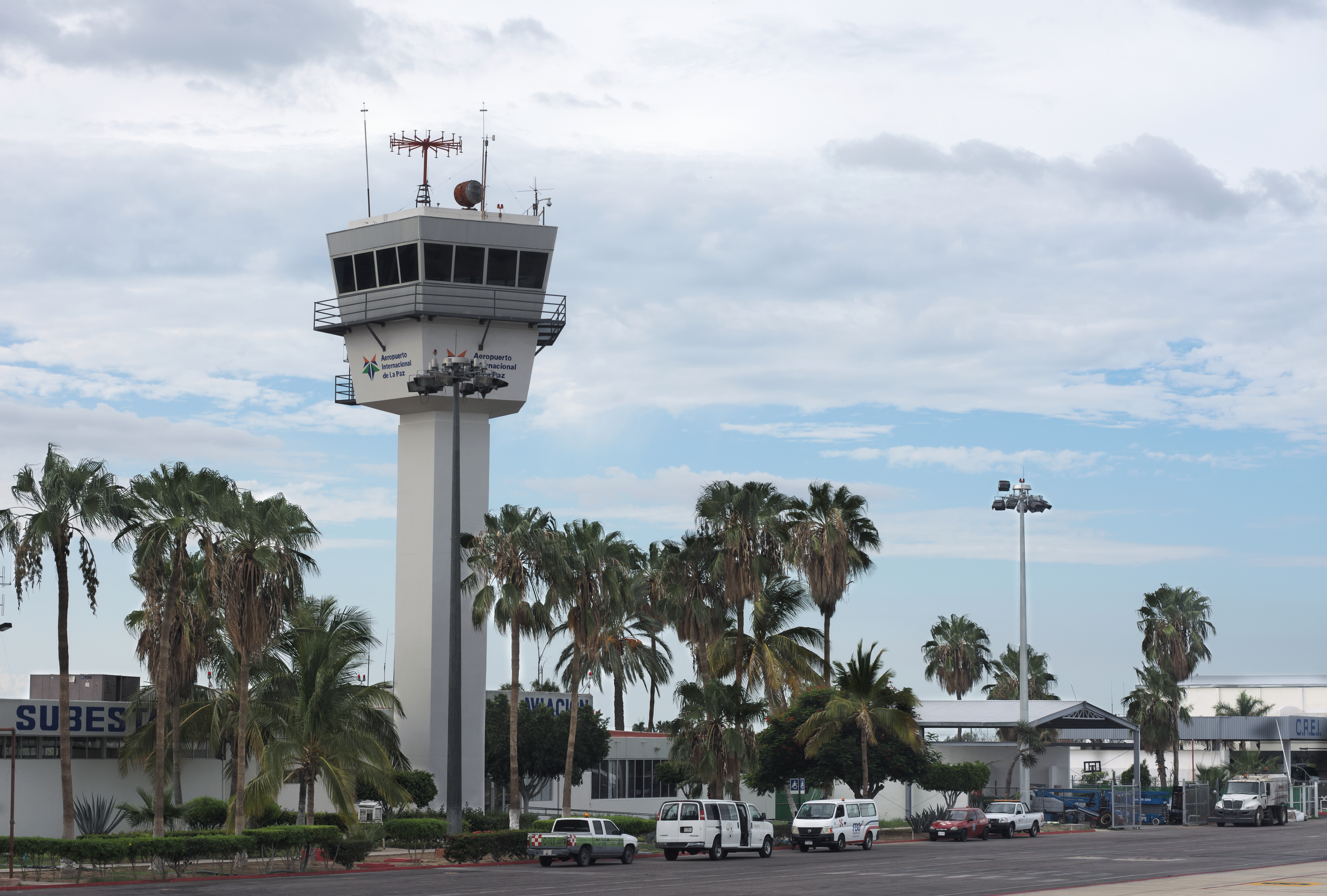
Tour de contrôle de l'aéroport de La Paz.

### Passager
| Compagnies         | Destinations |
| ------------------ | --- |
| Aeroméxico Connect | Mexico-B. Juárez |
| Calafia Airlines   | Cabo San Lucas (es), Chihuahua-R. Fierro V, Ciudad Obregón, Culiacán, Guadalajara-M. Hidalgo y Costilla, Guaymas, Hermosillo, Loreto, Los Mochis, Mazatlán, Mexicali-Taboada, Monterrey-M. Escobedo, Puebla, Tijuana-A. L. Rodríguez |
| VivaAerobus        | Culiacán, Guadalajara-M. Hidalgo y Costilla, Monterrey-M. Escobedo En saison : Mazatlán (reprend le 2 juillet 2019) |
| Volaris            | Guadalajara-M. Hidalgo y Costilla, Mexico-B. Juárez, Tijuana-A. L. Rodríguez |

Édité le 20/06/2019

### Itinéraires les plus fréquentés
| Rang | Ville                            | Passagers | Classement | Compagnie aérienne                     |
| ---- | -------------------------------- | --------- | ---------- | -------------------------------------- |
| 1    | État de Mexico , Mexico          | 155 964   | Stable     | Aeroméxico Connect, Volaris            |
| 2    | Jalisco , Guadalajara            | 139 075   | Stable     | Calafia Airlines, VivaAerobus, Volaris |
| 3    | Basse-Californie , Tijuana       | 67 734    | Stable     | Calafia Airlines, Volaris              |
| 4    | Sinaloa , Culiacán               | 38 618    | Stable     | Calafia Airlines, Viva Aerobus         |
| 5    | Sonora , Hermosillo              | 13 955    | Stable     | Calafia Airlines                       |
| 6    | Sinaloa , Mazatlán               | 13 311    | Stable     | Calafia Airlines, VivaAerobus          |
| 7    | Sinaloa , Los Mochis             | 11 968    | Stable     | Calafia Airlines                       |
| 8    | Sonora , Ciudad Obregón          | 7 663     | Stable     | Calafia Airlines                       |
| 9    | Nuevo León , Monterrey           | 3 820     | Stable     | Calafia Airlines, VivaAerobus          |
| dix  | Basse-Californie du Sud , Loreto | 1 910     | Stable     | Calafia Airlines                       |

## Voir également
- Liste des aéroports les plus fréquentés au Mexique